# Ельнянка
Ельня́нка (бел. Яльня́нка) — река в Миорском районе Витебской области Белоруссии. Левый приток реки Дисна.
Река Ельнянка вытекает из озера Чёрное с северо-восточной стороны. Верховья располагаются на территории гидрологического заказника «Ельня». Ельнянка впадает в Дисну напротив деревни Козловцы. Высота истока составляет приблизительно 137,9 м над уровнем моря, высота устья — 110,4 м.
Длина русла составляет 16 км. Площадь водосбора — 93 км². Средний наклон водной поверхности — 1,7 м/км.